# 세곡동
세곡동(細谷洞)은 대한민국 서울특별시 강남구에 있는 법정동 및 행정동이다.

## 역사
세곡동 동명은 1914년 행정구역을 조정하면서 옛날의 자연부락인 세천리(細川里)의 ‘세’자와 은곡동(隱谷洞)의 ‘곡’자를 따서 제정한 것이다. 법정동 세곡동은 조선시대 말까지 경기도 광주군 대왕면 세천리, 은곡동 지역으로서, 1914년 3월 1일 이곳을 광주군 대왕면 세곡리로 칭하게 되었다.
율현동 동명은 해당 동에서 세곡동으로 넘어가는 고개에 밤나무가 많이 있었다 하여 '밤고개'라 이른 데서 비롯된다.
자곡동 동명은 대모산 인근의 자연마을인 자양동(紫陽洞)의 '자'와 지곡동(池谷洞)의 '곡' 자를 합하여 만든 이름이다. 자양동은 터가 동쪽을 향하고 있어 볓이 든다는 데서 자양골 또는 쟁골이라 하였고, 지곡동은 조선시대 완남부원군 이후원의 묘 앞에 연못을 판 데서 못골이라 한데서 유래된다. 이들은 현재도 쟁골마을과 못골마을의 지명으로 남아있다.
1962년 말 경기도 광주군 대왕면 관할 아래 있던 세곡동·자곡동·율현동 지역은 1963년 1월 1일에 서울특별시에 편입되면서 성동구 송파출장소의 관할 하에 들게 되었다. 세곡동을 관할하는 행정동 세곡동과, 자곡동·율현동을 관할하는 행정동 자현동(紫峴洞)이 설치되었다. 1970년 5월 18일에는 행정동 자현동이 세곡동에 합병되어 세곡동사무소가 세곡동과 함께 인근 자곡동·율현동의 행정도 맡게 되었다. 1973년 7월 1일에는 송파출장소가 폐지되고, 영동출장소가 신설되었는데 세곡동사무소가 이에 속하게 되었고, 1975년 10월 1일에는 성동구로부터 분리, 신설된 강남구에 속해 오늘에 이르고 있으며, 세곡동사무소는 변함없이 율현·자곡·세곡의 행정을 맡고 있다.

## 법정동
- 율현동(栗峴洞)
- 자곡동(紫谷洞)
- 세곡동(細谷洞)

## 교육
- 서울대왕초등학교
- 서울세명초등학교
- 서울자곡초등학교
- 서울율현초등학교
- 세곡중학교
- 풍문고등학교